# トリマン山
トリマン山（トリマンさん、スペイン語: Volcán Tolimán）は、グアテマラ南部のアティトラン湖の南岸に位置する標高は3,158 mの火山である。
トリマン山は整った円錐型の成層火山で、更新世のアティトランIIIカルデラの南縁付近に形成された。山頂には浅いクレーターがあり、その南南西にもう一つのピークを持つ。山体は厚い溶岩流によって覆われている。
有史の噴火は知られていない。
北麓に側火山のセロ・デ・オーロ（Cerro de Oro）があり、比高200ｍほどの溶岩円頂丘を数千年未満に形成している。
付近には後カルデラ火山のアティトラン山とサンペドロ山があり、どちらも円錐型の成層火山である。

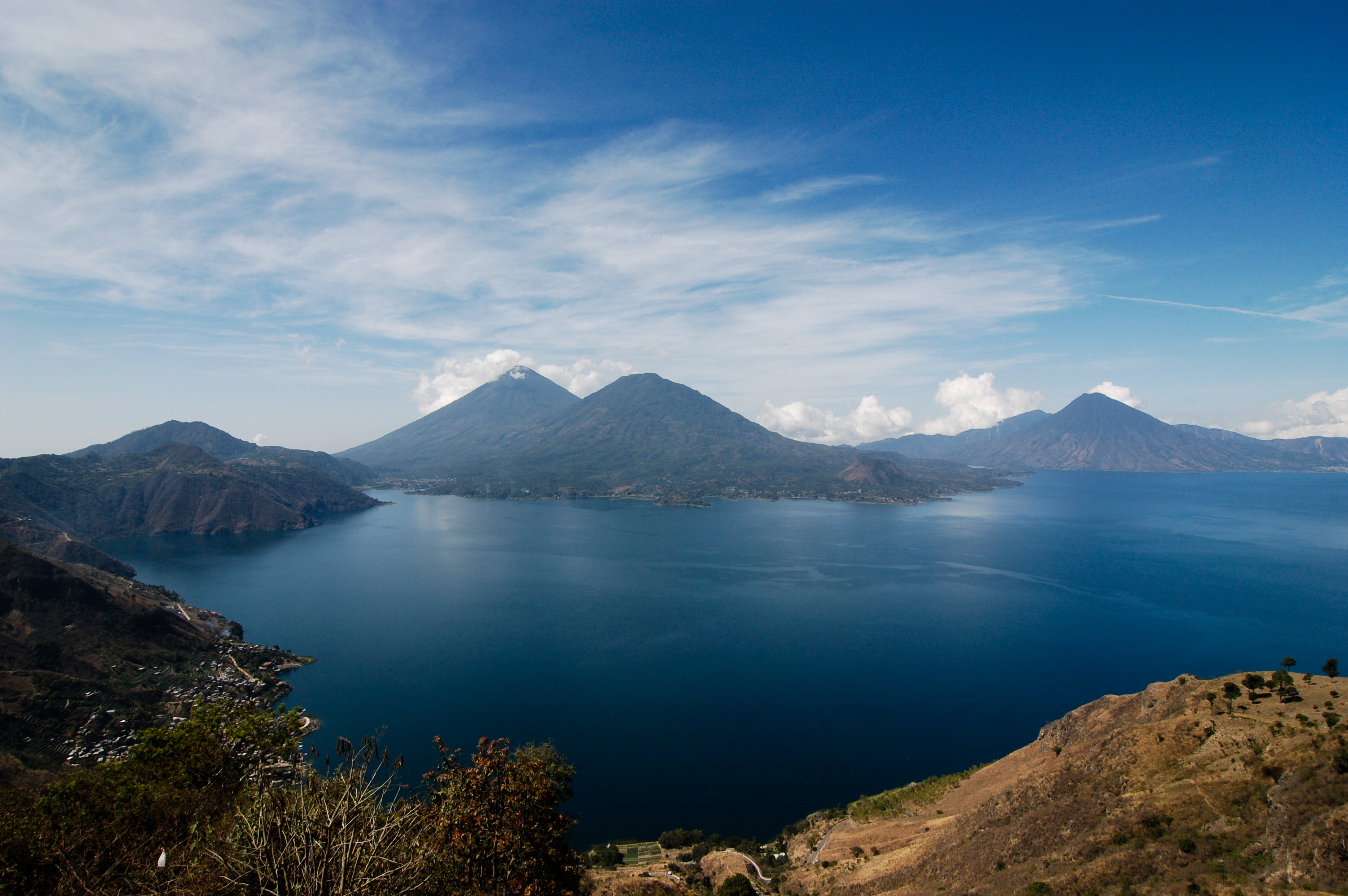
北東から見たアティトラン湖とトリマン山、背後にアティトラン山
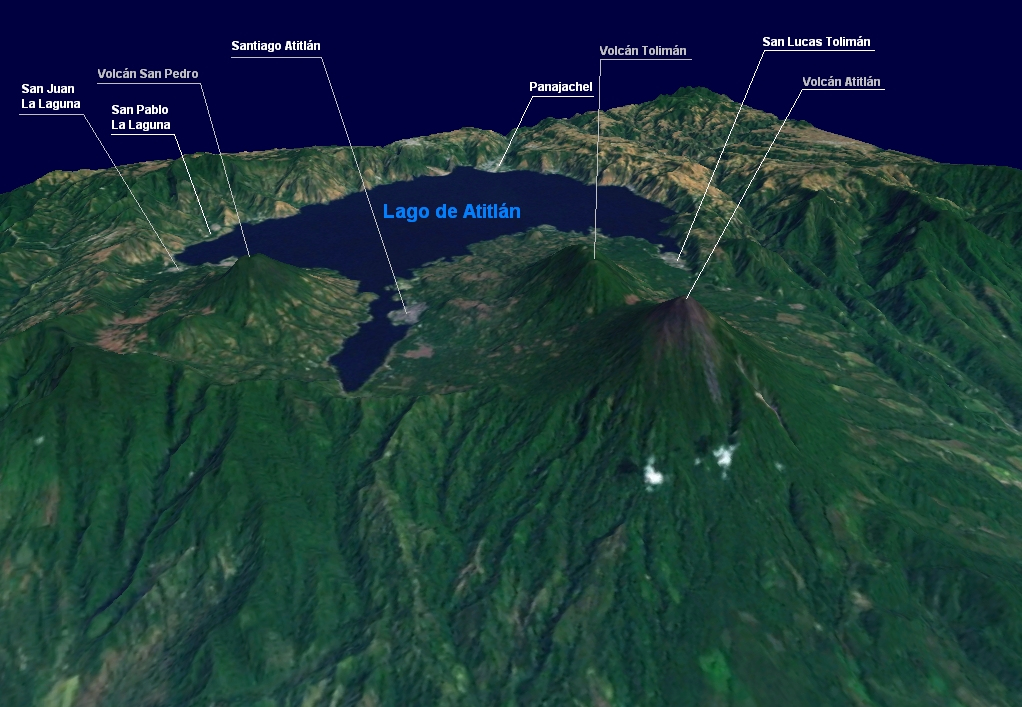
位置関係